# Michał Choraś
Michał Choraś (ur. w Bydgoszczy) – polski informatyk, profesor nauk inżynieryjno-technicznych w dyscyplinie informatyka techniczna i telekomunikacja. 
Specjalizuje się w sztucznej inteligencji, uczeniu maszynowym, cyberbezpieczeństwie, wykrywaniu dezinformacji (wykrywaniu fake news), analizie i korelacji danych, systemach rozpoznawania oraz biometrycznej identyfikacji osób. 
Profesor na Wydziale Telekomunikacji, Informatyki i Elektrotechniki Politechniki Bydgoskiej (PBŚ). Pracował także (od 2017) na Uniwersytet w Hagen (Faculty of Mathematics and Computer Science, FernUniveristat Hagen, FUH) oraz w firmach informatycznych (od 2005).

## Życiorys
Ukończył studia w zakresie telekomunikacji i elektroniki na Politechnice Bydgoskiej (wtedy Akademia Techniczno-Rolnicza w Bydgoszczy), a w roku 2005 obronił tamże rozprawę doktorską w dyscyplinie telekomunikacja. Stopień doktora habilitowanego (informatyka) uzyskał na Akademii Górniczo-Hutniczej w Krakowie (AGH) w 2014. W grudniu 2021 (w wieku 44 lat) uzyskał tytuł profesora nauk technicznych w dyscyplinie informatyka techniczna i telekomunikacja. 
W 2023 ukończył dwuletnie studia MBA na Uniwersytecie Merito.
Jest autorem i współautorem ponad 370 recenzowanych prac naukowych. Od roku 2020 (i w kolejnych latach) jest uwzględniony w prestiżowym zestawieniu najbardziej wpływowych badaczek i badaczy na świecie (lista ogólna, oraz lista za poprzedni rok), według rankingu World’s Top 2% Scientists opracowanego przez Stanford.

## Działalność naukowa
Informatyk, specjalizujący się w sztucznej inteligencji, cyberbezpieczeństwie oraz systemach rozpoznawania. Opracował wiele rozwiązań i metod m.in. w zakresie cyberbezpieczeństwa (metody wykrywania ataków sieciowych, metody wykrywania anomalii oraz złośliwego oprogramowania), sztucznej inteligencji i uczenia maszynowego (nowe metody i rozwiązania dla wielu zastosowań) oraz biometrycznej identyfikacji osób. Pracuje nad metodami wykrywania ataków na algorytmy i mechanizmy uczenia maszynowego. 
Ponadto opracował rozwiązania i metody dla wyjaśnialnej sztucznej inteligencji (tzw. XAI, explainable AI) oraz metody wykrywania dezinformacji (fake news) bazujące na analizie tekstów (NLP). Pracował także nad analizą danych, m.in. metodami analizy danych służących do zwiększenia efektywności szybkiego wytwarzania oprogramowania oraz nad projektowaniem systemów oraz rozwiązań korelacji danych dotyczących bezpieczeństwa.
Od 2014 roku był członkiem Rady Wydziału, a następnie Kolegium Wydziału oraz Rady Dyscypliny ITIT PBŚ. Senator dwóch kadencji Senatu UPT/PBŚ (2016-2020, 2020-2024), a także członek kilku komisji (w tym np. Komisji ds. Strategii PBŚ). Wybrany przez społeczność akademicką do Rady Uczelni kadencji 2021-2024, a następnie na drugą kadencję 2025-2028. 
Od 2017 roku pracuje na Uniwersytecie w Hagen w Niemczech (Faculty of Mathematics and Computer Science, FernUniveristat Hagen, FUH), gdzie realizował m.in. projekt DeCoiMA (Detection of and Countermeasures against Information hiding-based Malware), a następnie pozyskał i koordynował europejski projekt H2020 SIMARGL (Secure Intelligent Methods for Advanced RecoGnition of malware and stegomalware).
Posiada duże doświadczenie w pozyskiwaniu, zarządzaniu i realizacji dużych projektów badawczych i komercyjnych. Był koordynatorem europejskich projektów FP7 CAMINO (Comprehensive Approach to cyber roadMap coordINation and develOpment) oraz H2020 SIMARGL (Secure Intelligent Methods for Advanced RecoGnition of malware and stegomalware) dot. cyberbezpieczeństwa, koordynatorem naukowym projektu H2020 SocialTruth (Open Distributed Digital Content Verification for Hyper-connected Sociality) dotyczącego walki z fake news, a także koordynatorem programu SAFAIR (Secure and reliable AI systems for citizen) w projekcie H2020 SPARTA (Strategic programs for advanced research and technology in Europe).
Ponadto brał udział w pozyskaniu i realizacji pond 20 projektów EU i krajowych dot. sztucznej inteligencji, wykrywania dezinformacji, cyberbezpieczeństwa, m.in. SWAROG (NCBiR INFOSTRATEG), H2020 InfraStress, Horizon Europe AI4CYBER, Horizon Europe ULTIMATE, H2020 STARLIGHT, H2020 APPRAISE, H2020 ELEGANT, H2020 Q-Rapids. H2020 PREVISION, DeCoiMA (Niemcy), IMACOSAR (Niemcy), StegoMaCoFi (Niemcy), FP7 SEC CIPRNet, DG HOME CIPHER, FP7 INTERSECTION, FP7 INSPIRE, FP7 INSPIRE-INCO, EDA ATHENA, SOPAS, PBS SECOR i wielu innych.
Publikował prace w takich czasopismach jak m.in.: Future Generation Computer Systems, Engineering Applications of Artificial Intelligence, Neurocomputing, IEEE Transactions on Computational Social Systems, Computers & Security, Neural Computing and Applications, AI & Ethics, Pattern Analysis and Applications, Applied Soft Computing, Information Sciences, Journal of Parallel and Distributed Computing, Journal of Computational Science, IEEE Technology and Society Magazine oraz Empirical Software Engineering. Uczestnik wielu konferencji międzynarodowych, a także organizator sesji specjalnych z zakresu informatyki, sztucznej inteligencji oraz bezpieczeństwa.Recenzent ponad 20 doktoratów (w kraju i za granicą), trzech wniosków profesorskich, a także członek i recenzent w ponad 10 komisjach habilitacyjnych.
Jest wykładowcą akademickim, promotorem trzech doktoratów w dyscyplinie informatyka techniczna i telekomunikacja, a także wielu prac naukowych ze studentami i doktorantami. 
Aktywnie popularyzuje zagadnienia naukowe dot. sztucznej inteligencji, dezinformacji i cyberbezpieczeństwa w mediach tradycyjnych. W roku 2024 był współorganizatorem 29 edycji prestiżowej konferencji ESORICS (European Symposium on Research in Computer Security), która odbyła się na Politechnice Bydgoskiej. Był także współpracownikiem Agencji Unii Europejskiej ds. Cyberbezpieczeństwa (ENISA) i pracował m.in. nad raportem dotyczącym badań i innowacji.